# Базјан
Базјан (фр. Bazian) насеље је и општина у јужној Француској у региону Миди Пирене, у департману Жерс која припада префектури Ош.
По подацима из 2011. године у општини је живело 111 становника, а густина насељености је износила 8,73 становника/km². Општина се простире на површини од 12,71 km². Налази се на средњој надморској висини од 300 метара (максималној 234 m, а минималној 126 m).

## Демографија
| 1962. | 1968. | 1975. | 1982. | 1990. | 1999. | 2011. |
| ----- | ----- | ----- | ----- | ----- | ----- | ----- |
| 166   | 171   | 133   | 129   | 114   | 102   | 111   |

График промене броја становника у току последњих година